# Antennoeme quadriplagiata
Antennoeme quadriplagiata är en skalbaggsart som beskrevs av Hintz 1911. Antennoeme quadriplagiata ingår i släktet Antennoeme och familjen långhorningar. Inga underarter finns listade i Catalogue of Life.